# 優先出資証券
優先出資証券（ゆうせんしゅっししょうけん）とは、出資証券という名称の株券類似の有価証券のうち、優先株と同様に、配当又は残余財産分配において普通の出資証券に優先するものをいう。その配当請求権及び残余財産分配請求権は劣後債権者よりさらに劣後し、いずれかが普通の優先出資より優先する。その発行条件はさまざまであるが、償還期限が長期であるか定められておらず、議決権を有さず、配当率があらかじめ定められているといった条件で発行されるものが多い。また、外国会社の発行する優先株に類似するものに対しても、実務上、このような名称が与えられる。

## 日本法における優先出資証券

### 日本銀行の発行する優先出資証券
日本銀行は日本銀行法第9条に基づき、出資証券を発行している。
同行の優先出資証券は、一般的な証券取引とほぼ同等に売買可能である。
この優先出資証券は、租税特別措置法上の株式等とされ、譲渡した際に売却益が生じたときは、キャピタルゲイン課税の対象となる。
かつてはJASDAQ市場にて取引されていたが、2022年4月4日に行われた東京証券取引所の市場再編においては、プライム、スタンダード、グロースのいずれにも属さない銘柄となっている。また日本取引所グループ公式サイトの「優先出資証券」のページにも日銀優先出資証券の記述は無い。

### 協同組織金融機関の発行する優先出資証券
協同組織金融機関は自己資本の充実を図るため、会員（普通出資者）以外の不特定多数の投資家から広く出資を募る目的で優先出資証券を発行することができる。協同組織金融機関の優先出資に関する法律（優先出資法）に基づいて発行され、普通出資者総会における「議決権」がない一方、「優先的配当」を受ける権利があるなど、株式会社における優先株に類似した権利を持つ。
2000年12月に「信金中央金庫（旧全信連）」が、協同組織金融機関としては初めて「優先出資」の公募を行い、東京証券取引所に上場された。「優先出資」は、租税特別措置法上の株式等とされており、「優先出資」を譲渡した場合に売却益が生じたときは、キャピタルゲイン課税の対象となる。

### 特定目的会社の発行する優先出資証券
特定目的会社を参照。

## 外国法人において発行される優先出資証券
優先出資証券（preferred securities）は、資金調達のため発行する証券のうち、優先株に類似した性質を持つものである。一定の要件を満たすものは金融機関に対するBIS規制による自己資本比率の算定において基本的項目（Tier I）に算入されるため、財務体質強化に役立つ。バブル崩壊後に日本の大手銀行が海外子会社を用いて一時競って発行したが、近年では剰余金の積み上がりや新規制をにらんで償還されたものも多い。
1999年・2001年にメリルリンチおよびNECがそれぞれ発行した優先出資証券は東証に上場し、個人投資家も対象にしたものであるが、いずれも2004年に償還されており、2008年現在で海外発行の優先出資証券で日本国内において上場されているものは存在しない。一方米国においては資本調達手段の一つとして定着しつつあり、市場が大きく発達している。